# Агуа-де-Пена
Агуа-де-Пена (порт. Água de Pena)  —  район (фрегезия) в Португалии,  входит в округ Мадейра. Расположен на острове Мадейра. Является составной частью муниципалитета  Машику. Население составляет 1759 человек на 2001 год. Занимает площадь 5,08 км².